# Huncanab
Huncanab es una población del estado de Yucatán, México, localizada en el municipio de Hunucmá, ubicada en la parte nor-oeste de dicho estado peninsular. 

## Toponimia
El nombre (Huncanab) en  idioma maya significa calabaza grande.

## Localización
Huncanab se encuentra al sur de Hunucmá.

## Demografía
Según el censo de 2005 realizado por el INEGI, la población de la localidad era de 448 habitantes, de los cuales 242 eran hombres y 206 eran mujeres.
| 137                         | 216 | 81 | 72 | 105 | 114 | 148 | 185 | 238 | 285 | 382 | 399 | 448 |
| (Fuente: INEGI [Consultar]) |     |    |    |     |     |     |     |     |     |     |     |     |

## Galería

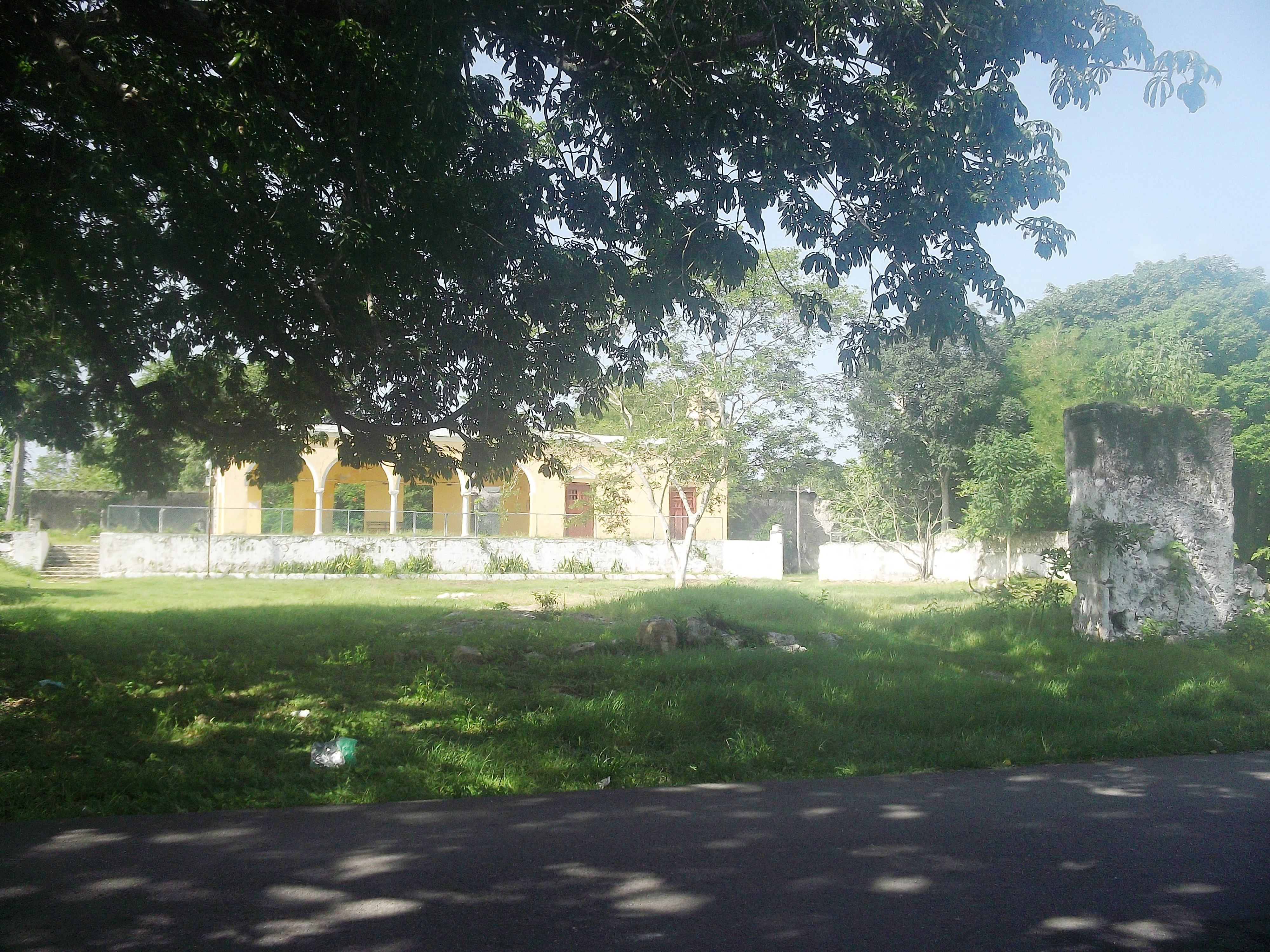
Vista de la hacienda de Huncanab.
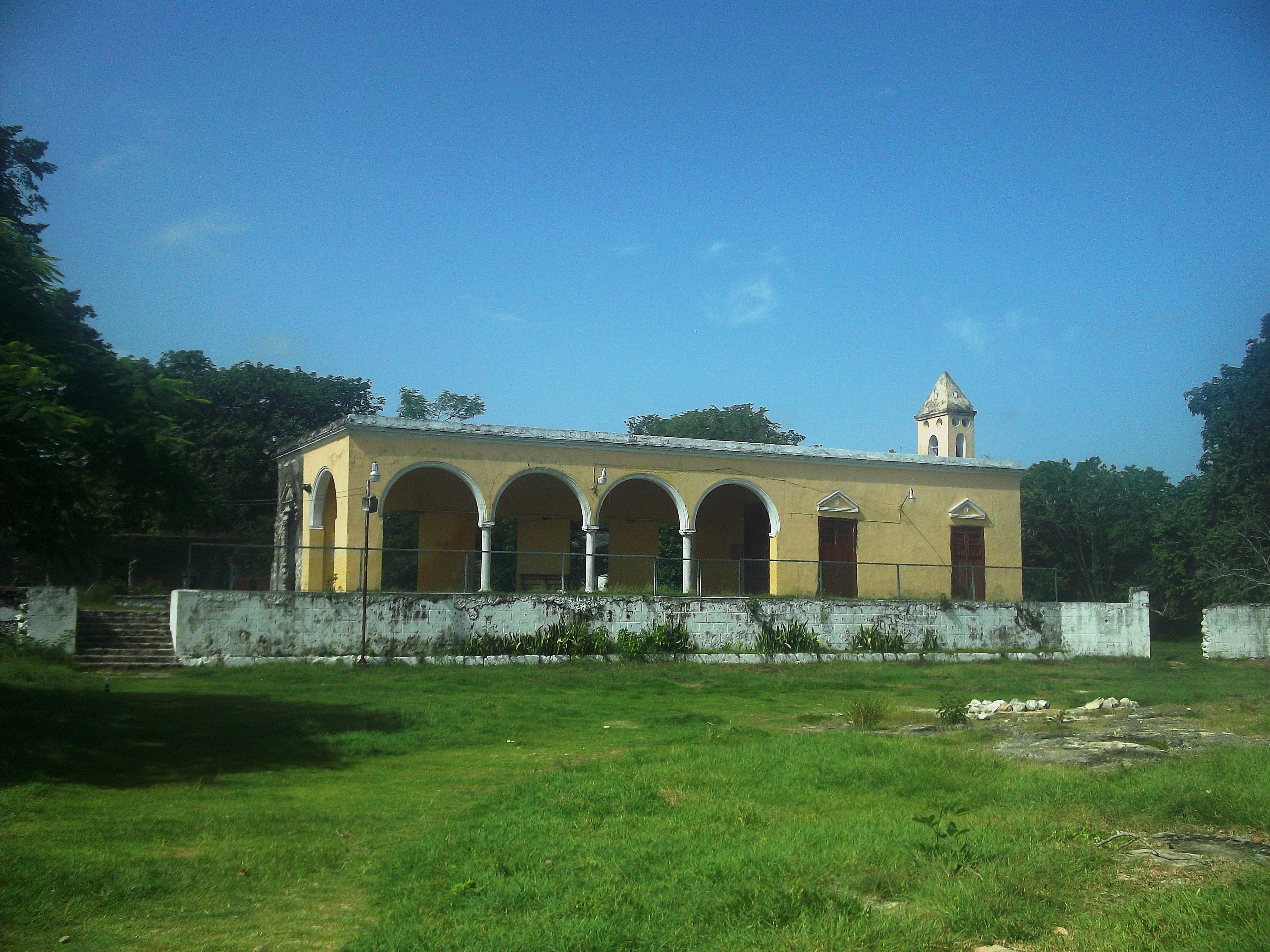
Vista de la hacienda de Huncanab.
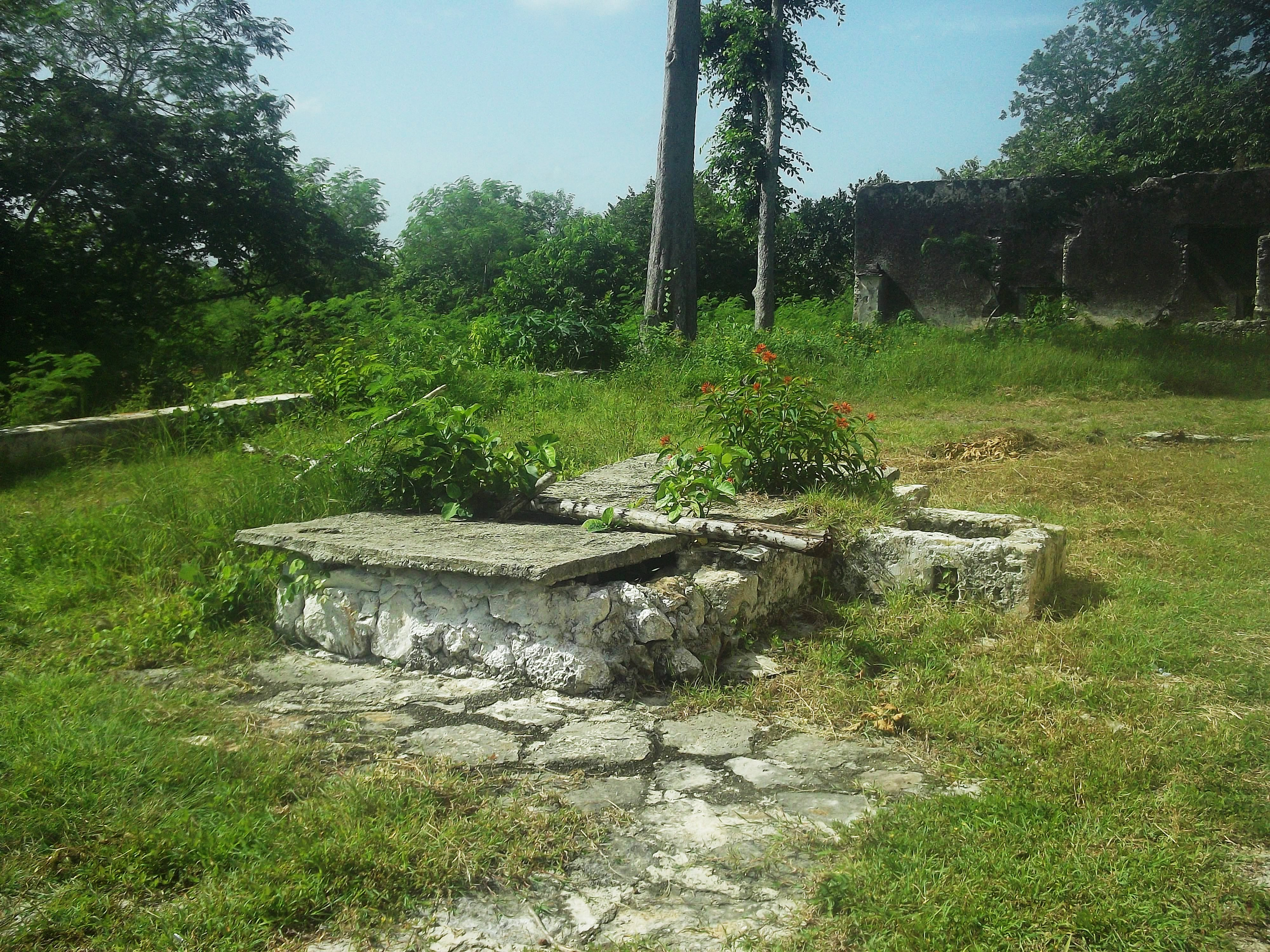
Vista de la hacienda de Huncanab.
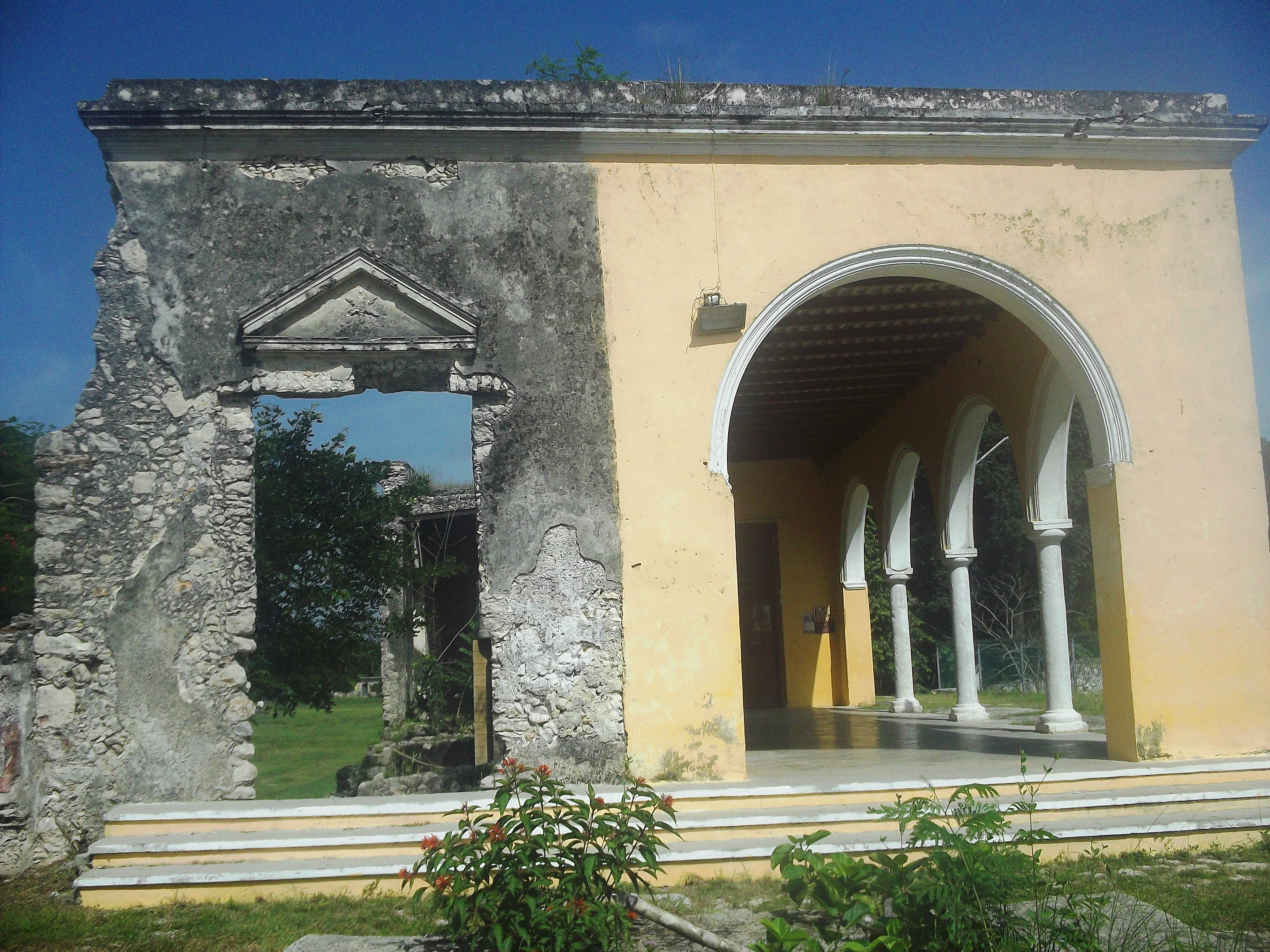
Vista de la hacienda de Huncanab.
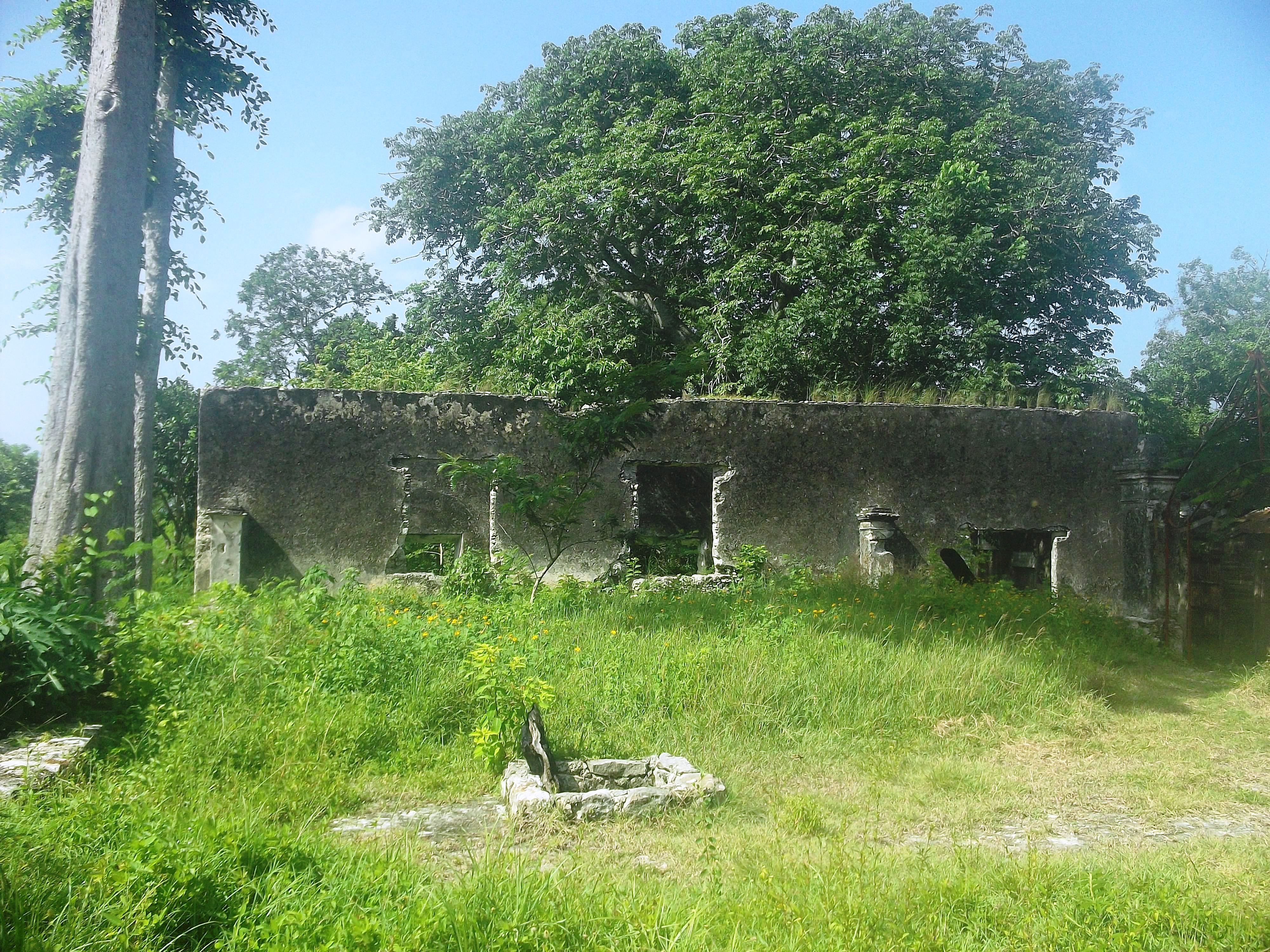
Vista de la hacienda de Huncanab.
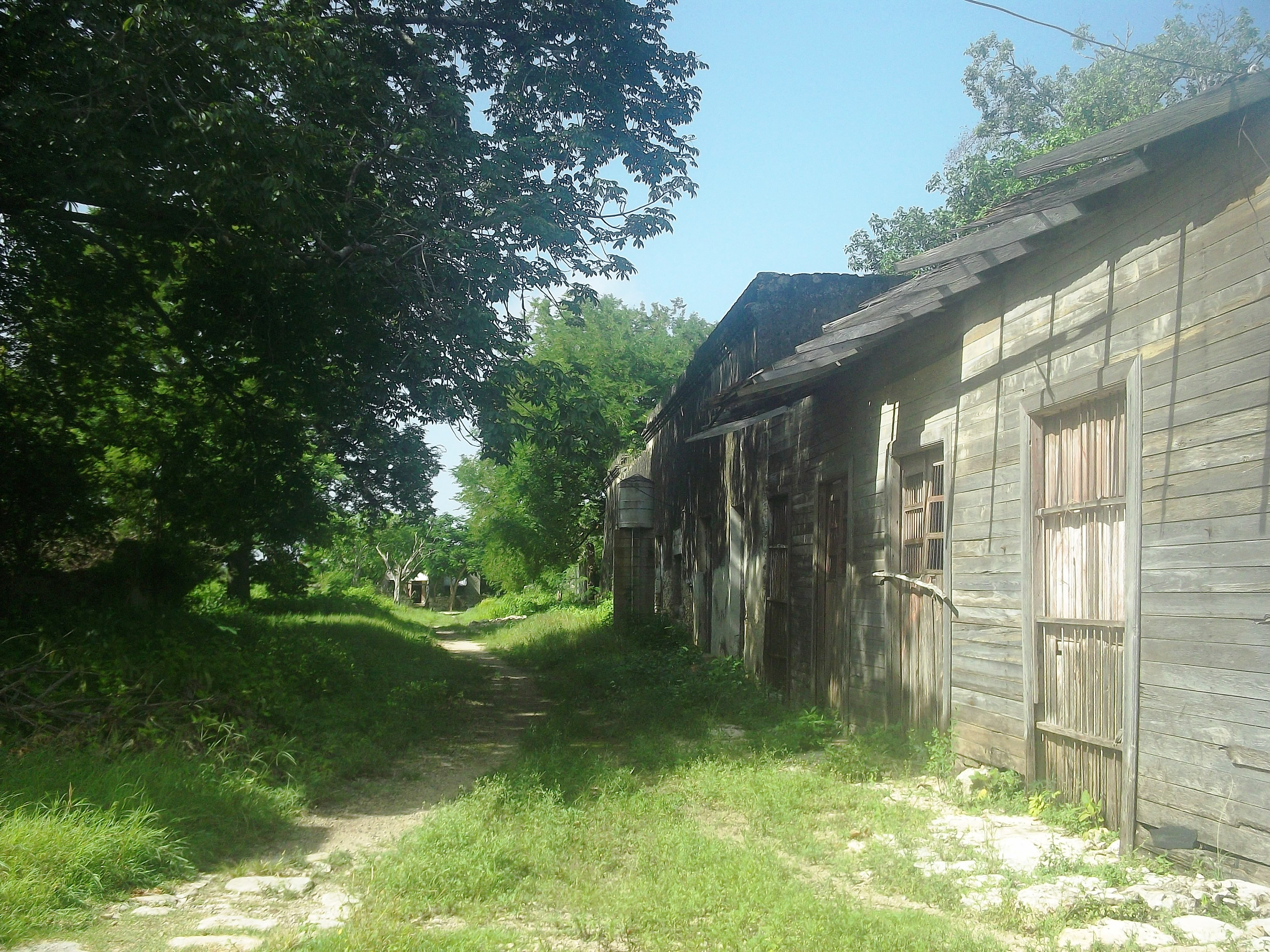
Vista de la hacienda de Huncanab.
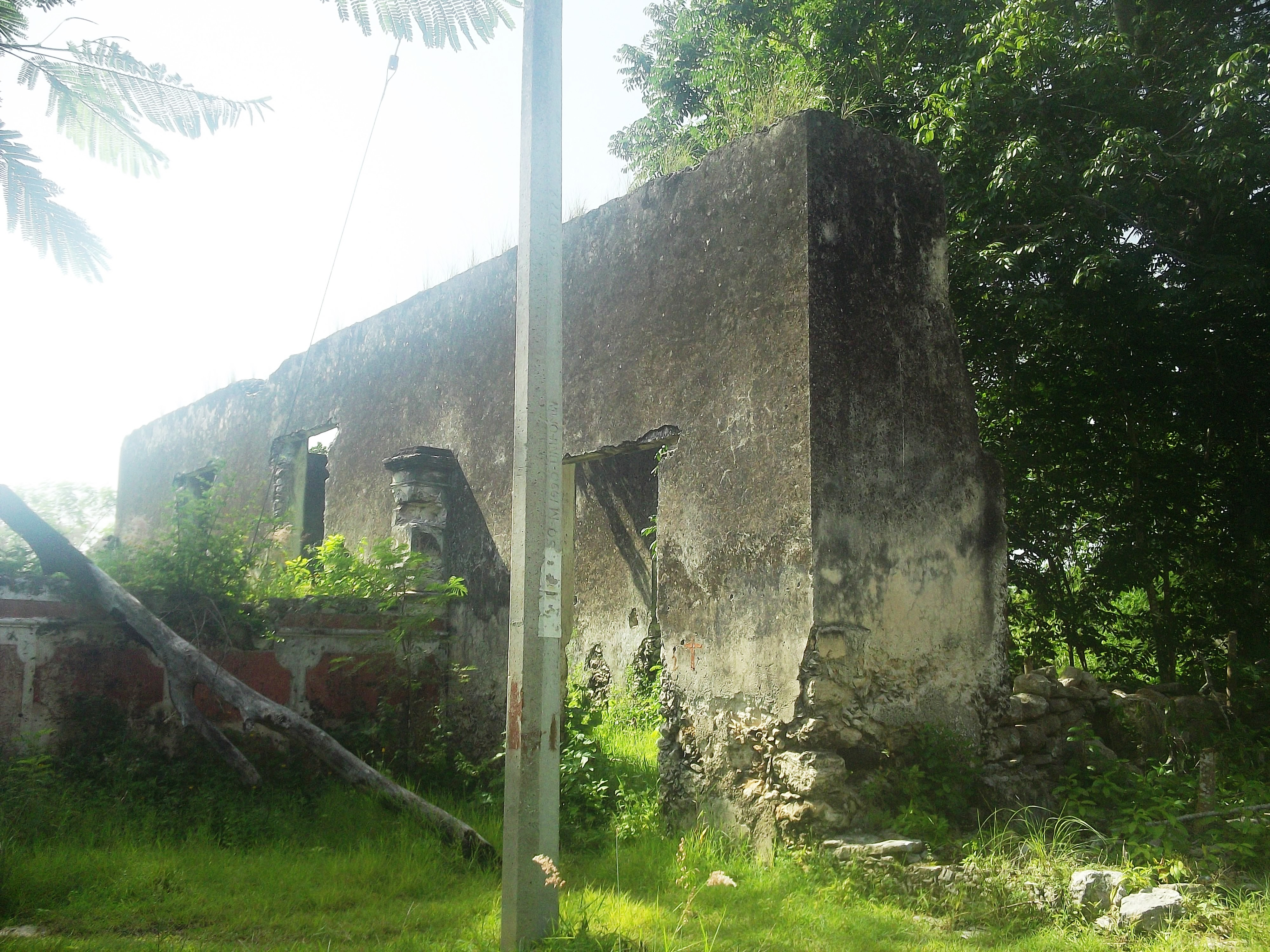
Vista de la hacienda de Huncanab.
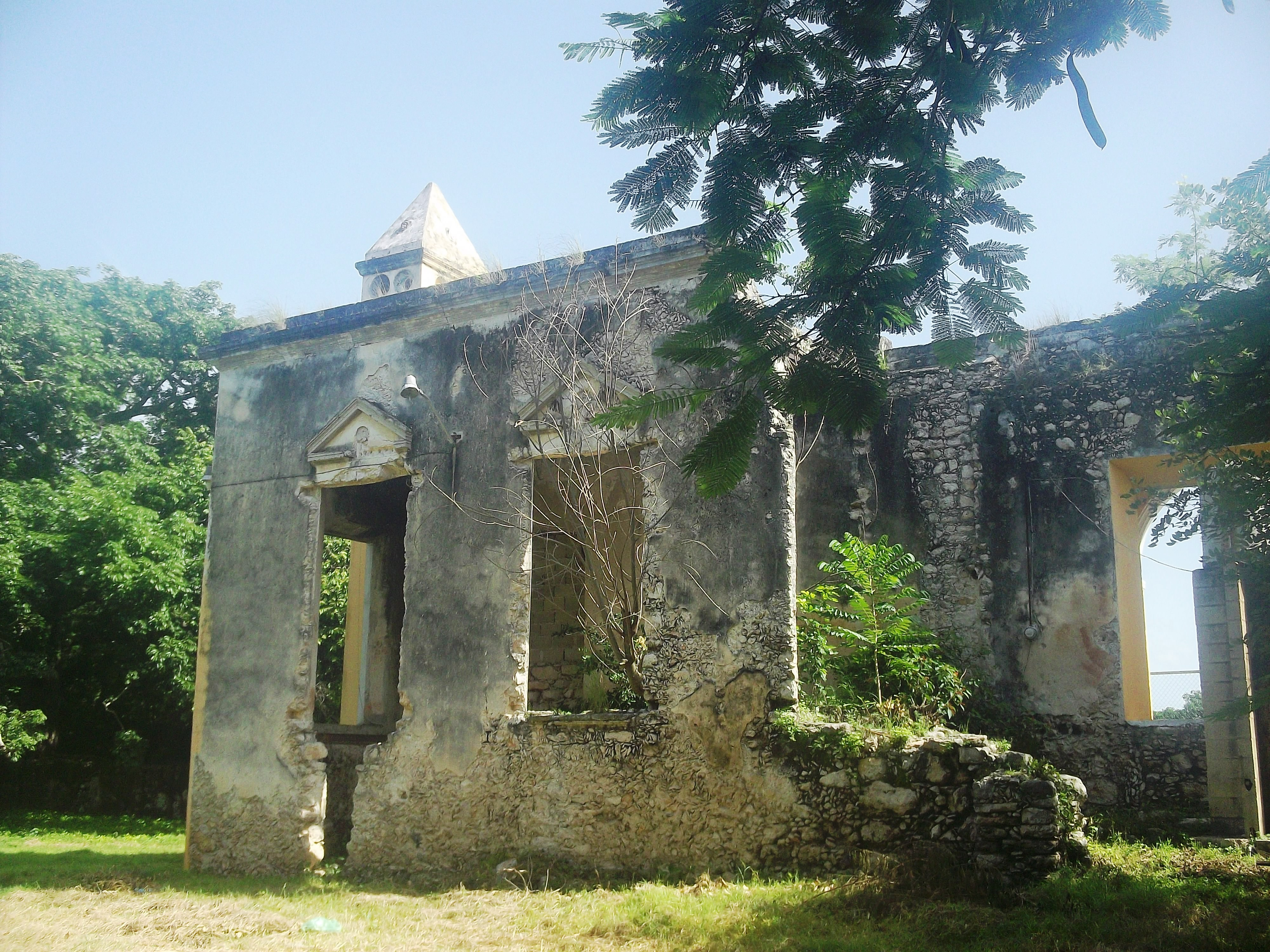
Vista de la hacienda de Huncanab.
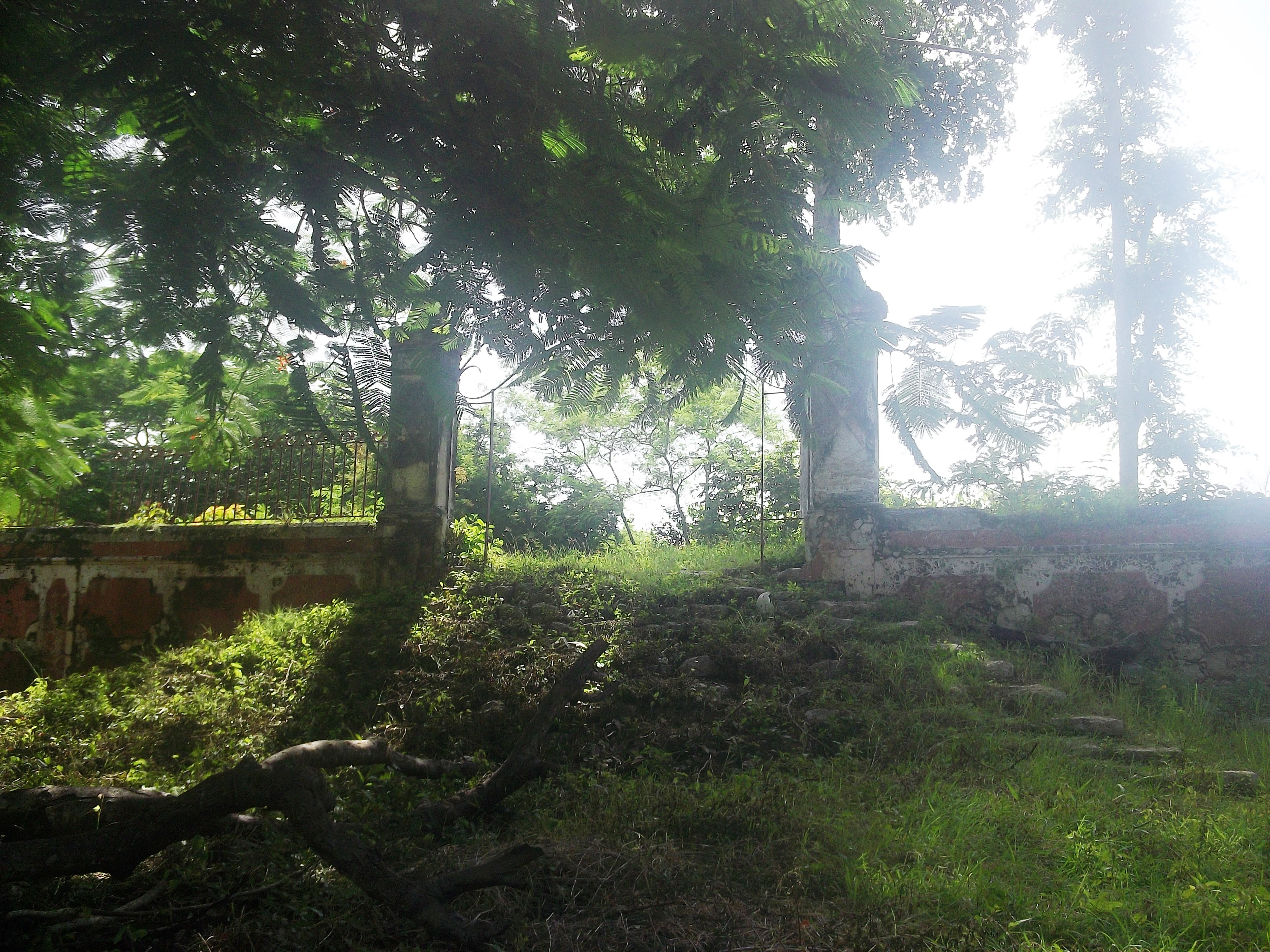
Vista de la hacienda de Huncanab.
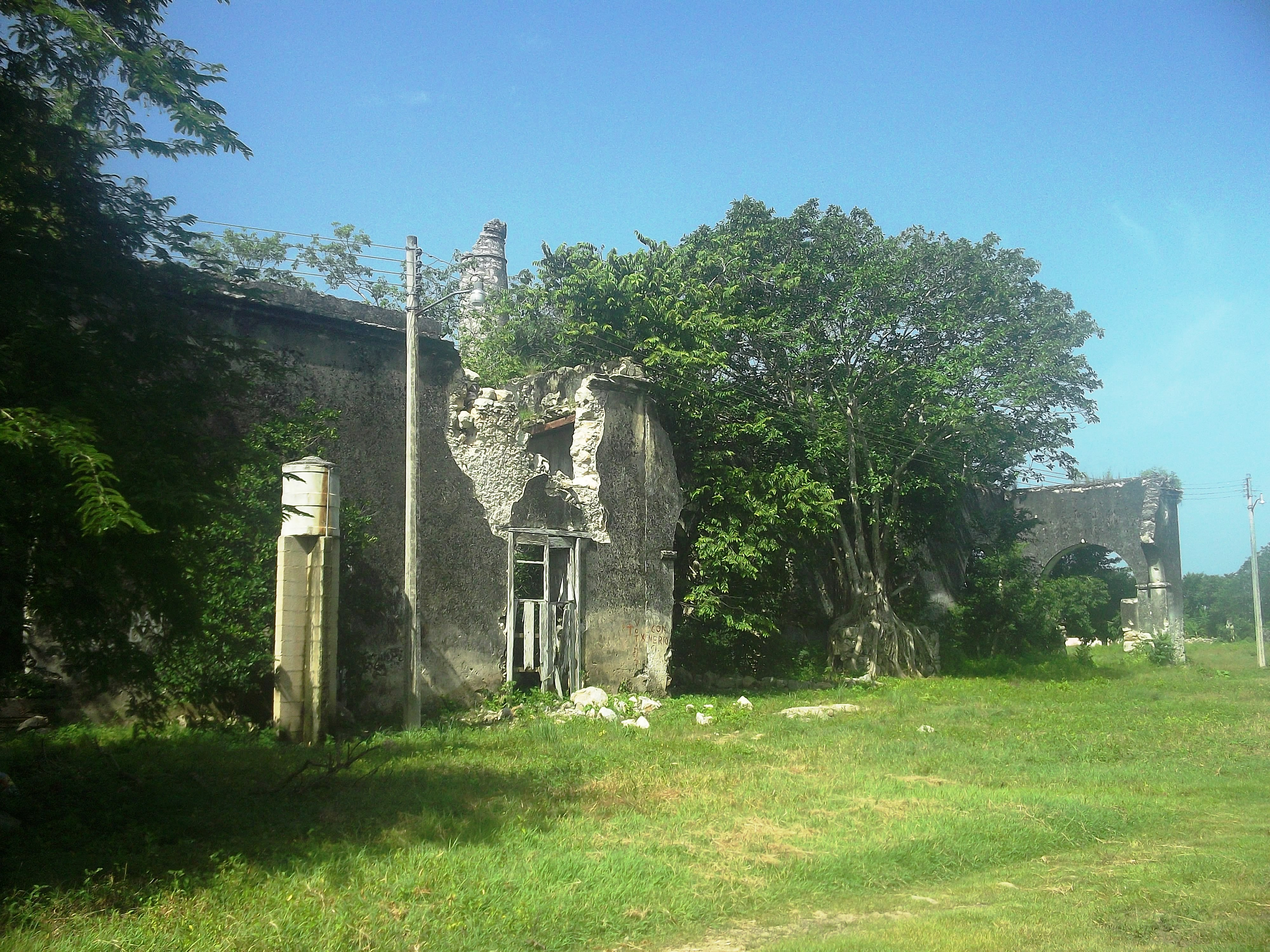
Vista de la hacienda de Huncanab.
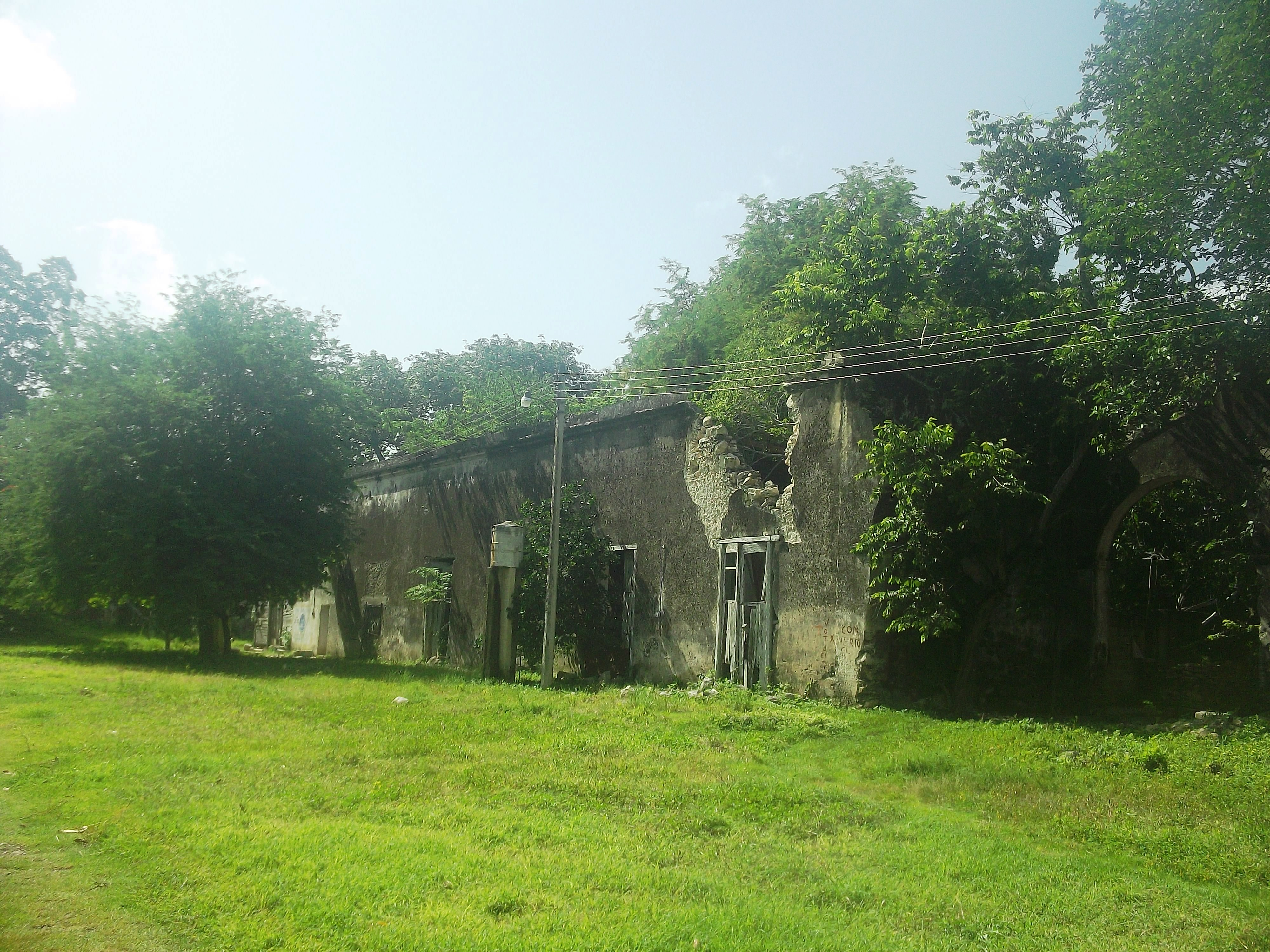
Vista de la hacienda de Huncanab.
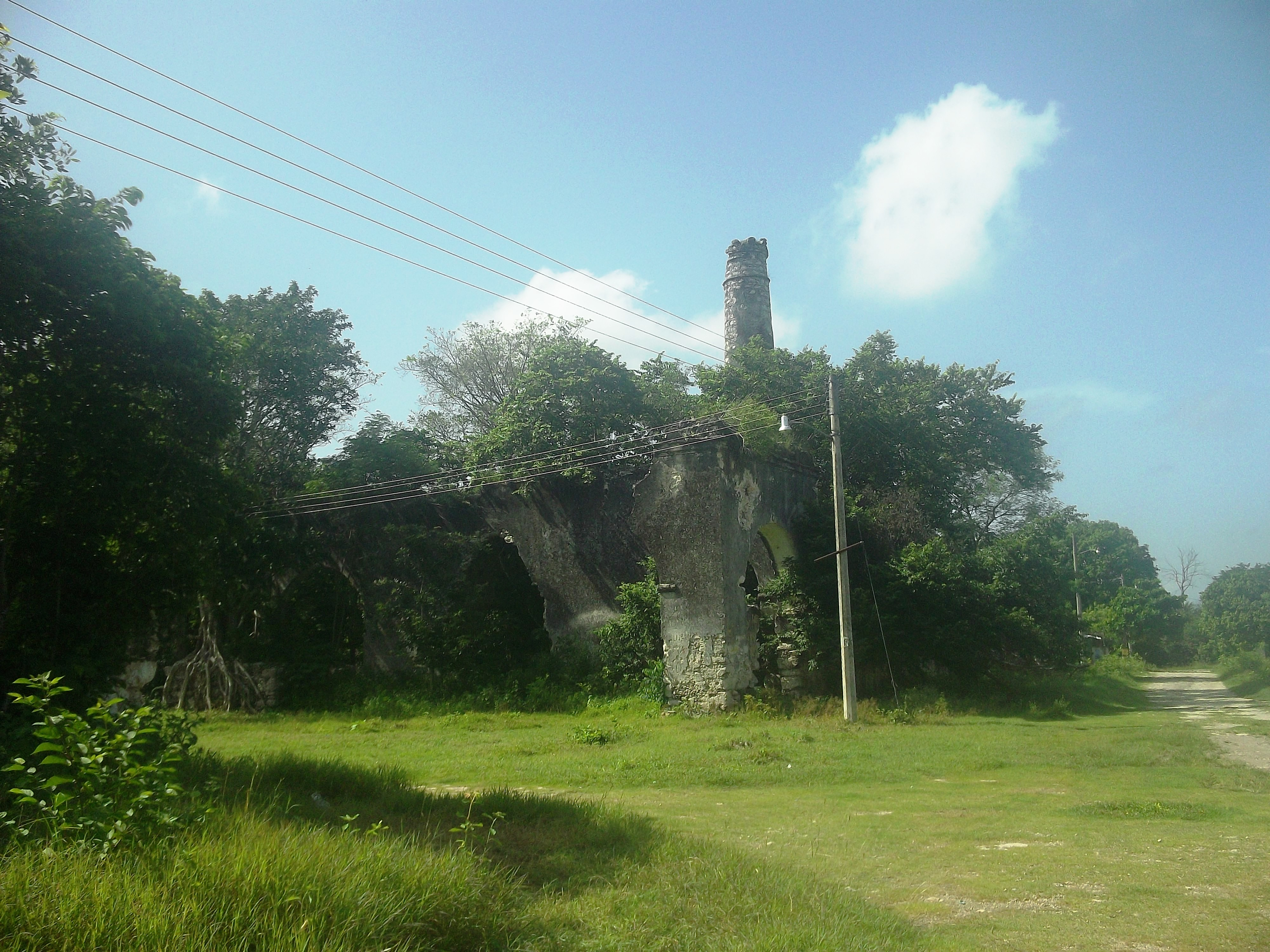
Vista de la hacienda de Huncanab.
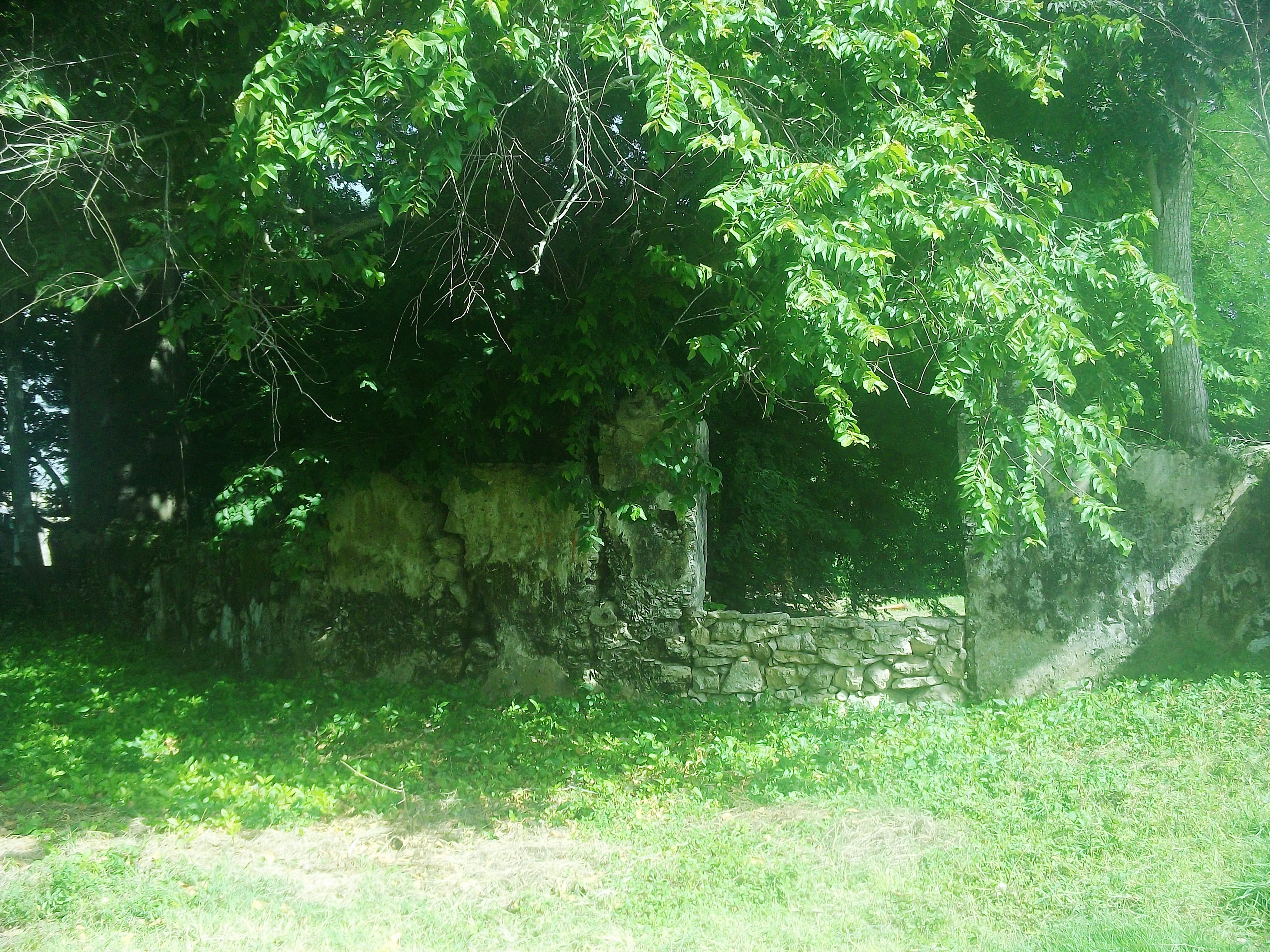
Vista de la hacienda de Huncanab.